# Schefflera evrardii
Schefflera evrardii är en araliaväxtart som beskrevs av Paul Rodolphe Joseph Bamps. Schefflera evrardii ingår i släktet Schefflera och familjen araliaväxter.
Artens utbredningsområde är Kongo-Kinshasa. Inga underarter finns listade.